# (100912) 1998 KU26
(100912) 1998 KU26 es un asteroide perteneciente al cinturón de asteroides, región del sistema solar que se encuentra entre las órbitas de Marte y Júpiter, descubierto el 28 de mayo de 1998 por el equipo del Spacewatch desde el Observatorio Nacional de Kitt Peak, Arizona, Estados Unidos.

## Designación y nombre
Designado provisionalmente como 1998 KU26. 

## Características orbitales
1998 KU26 está situado a una distancia media del Sol de 3,167 ua, pudiendo alejarse hasta 3,566 ua y acercarse hasta 2,768 ua. Su excentricidad es 0,125 y la inclinación orbital 23,80 grados. Emplea 2059,02 días en completar una órbita alrededor del Sol.

## Características físicas
La magnitud absoluta de 1998 KU26 es 13,7. 